# Skalice (district de Tábor)
Pour les articles homonymes, voir Skalice.
Skalice (en allemand : Skalitz) est une commune du district de Tábor, dans la région de Bohême-du-Sud, en République tchèque. Sa population s'élevait à 491 habitants en 2020.

## Géographie
Skalice se trouve à 6 km au nord-nord-ouest au centre de Soběslav, à 13 km au sud de Tábor et à 88 km au sud-sud-est de Prague.
La commune est limitée par Ústrašice et Planá nad Lužnicí au nord, par Košice et Roudnáà l'est, par Klenovice au sud-est, par Soběslav au sud, par Hlavatce à l'ouest et par Želeč au nord-ouest.

## Histoire
La première mention écrite du village date de 1265.

## Administration
La commune se compose de quatre quartiers :
- Skalice
- Radimov
- Rybova Lhota
- Třebiště